# Onmyōdō
L'onmyōdō (陰陽道? o in'yōdō, la via dello yin e yang) è nella cultura esoterica giapponese un misto di occultismo e di scienze naturali, sviluppato su una base della filosofia cinese, del Wu Xing (i cinque elementi) e dello yin e yang, introdotta in Giappone all'inizio del VI secolo. Accettate come un sistema pratico di divinazione, queste pratiche furono influenzate ulteriormente dal taoismo, buddhismo e dallo shintoismo, evolvendosi nel sistema dell’onmyōdō nel tardo VII secolo. Inizialmente sotto il controllo del governo imperiale e poi sotto quello della famiglia Tsuchimikado, a metà del XIX secolo le pratiche furono proibite perché considerate come superstizione, e molti praticanti si unirono a gruppi shintoisti settari.

## Onmyōji

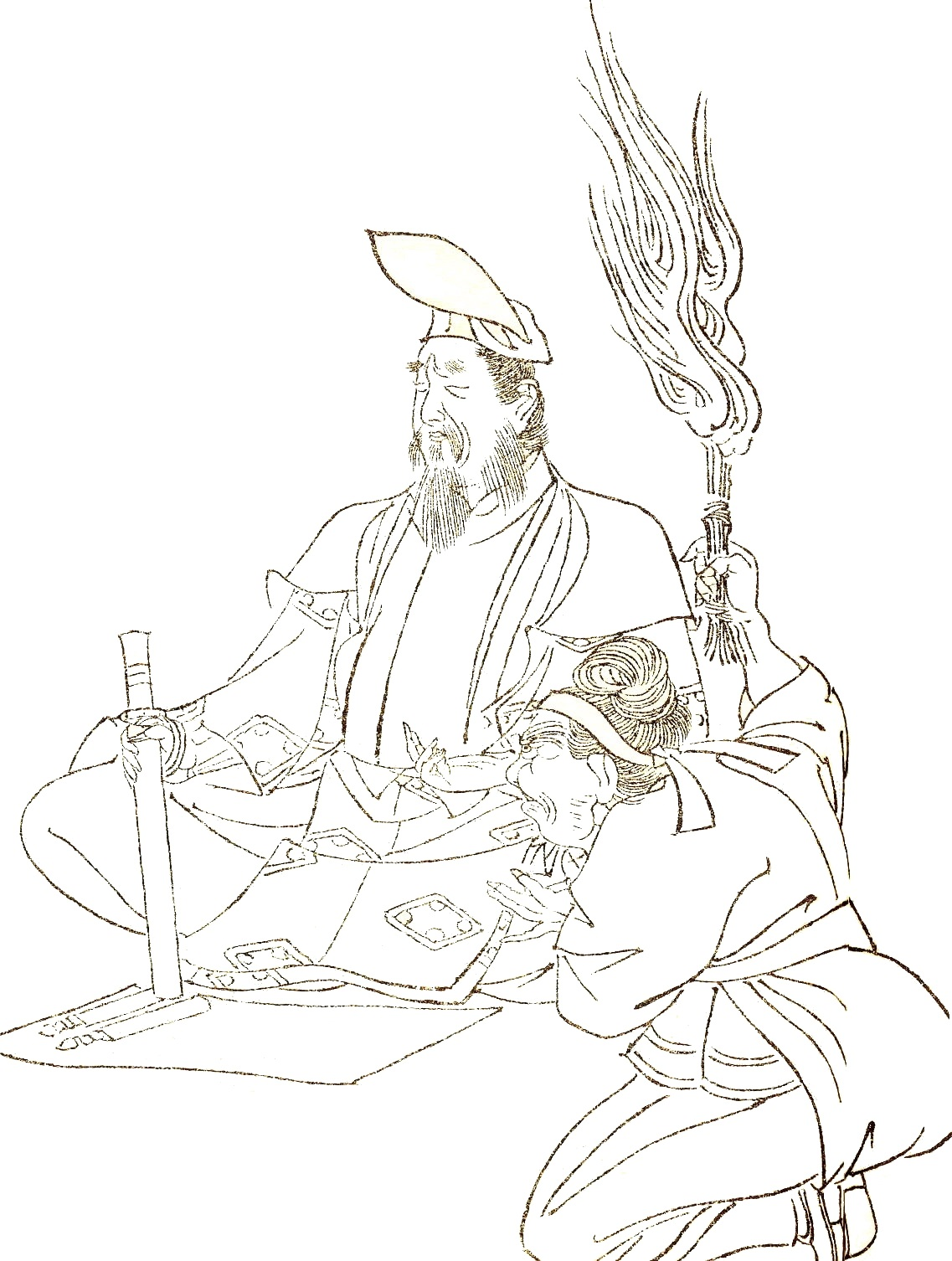
Abe no Seimei uno dei più celebri onmyōji

Gli Onmyōji (陰陽師? o In'yōji) sono i praticanti dell'onmyōdō, specialisti nelle arti magiche e nella divinazione.
Al tempo della massima diffusione del taoismo nel periodo Heian (794–1185) (periodo in cui vi era un assoluto monopolio di tale religione), gli Onmyōji erano specialisti in magia e divinazione ed erano annoverati fra i più alti dignitari di corte. Le loro responsabilità andavano dal regolare il calendario a doveri mistici come la divinazione, la protezione della capitale dagli spiriti maligni, e venivano consultati prima dell'edificazione di importanti città per ottenere i massimi auspici possibili dalla loro ubicazione.
Si riteneva che gli Onmyōji potessero evocare e controllare degli spiriti chiamati shikigami (o shikijin). La nobiltà organizzava la propria vita attorno alle pratiche raccomandate dagli Onmyōji. Fra queste vi era la conoscenza delle "direzioni fortunate e sfortunate". A seconda della stagione, dell’ora del giorno e di altre circostanze, una direzione particolare poteva portare sfortuna per un individuo. Se la sua casa si trovava in quella direzione, si consigliava a tale individuo di non tornare direttamente a casa ma di "cambiare direzione" (katatagae), andando in una direzione diversa ed eventualmente alloggiando lì. Seguendo questi consigli le persone non osavano andare nella direzione proibita, anche nel caso in cui questo avrebbe comportato un'assenza dalla corte o il declinare l'invito da parte di una persona influente.
Fra i più celebri si ricorda Abe no Seimei (921–1005). Dopo la sua morte l'imperatore Ichijō fece erigere un tempio in suo onore a Kyoto.

## Opere
- Kinugyokutoshū (金烏玉兎集/三国相伝陰陽輨轄簠簋内伝金烏玉兎集, "la collezione dei libri della luna e del coniglio lunare")
- Senji Ryakketsu (占事略决, "il sommario dei giudizi delle divinazioni") di Abe no Seimei
- In molti manga e anime si narrano delle gesta degli Onmyōji, come nel caso dei personaggi delle CLAMP Subaru Sumeragi, Seishiro Sakurazuka e Tokyo Ravens.
- Un Onmyōji malvagio è uno dei personaggi principali di Cacciatori di sogni opera della serie Sandman scritta da Neil Gaiman e illustrata da Yoshitaka Amano.
- Le gesta di Abe no Seimei sono state narrate da Baku Yumemakura nella serie Onmyōji (陰陽師), pubblicata fra il 1988 e il 2008. Sulle opere di Yumemakura sono basati i film di Yōjirō Takita Yin-Yang master e Ying-Yang Master II, interpretati da MansaiMansai Nomura.
- Il pattinatore Yuzuru Hanyū ha portato il personaggio di Abe no Seimei sul palcoscenico olimpico quando ha usato le musiche scritte da Shigeru Umebayashi per i film Ying-Yang Master per il programma con cui ha vinto il suo secondo oro olimpico nel 2018.[6]